# Calycobolus

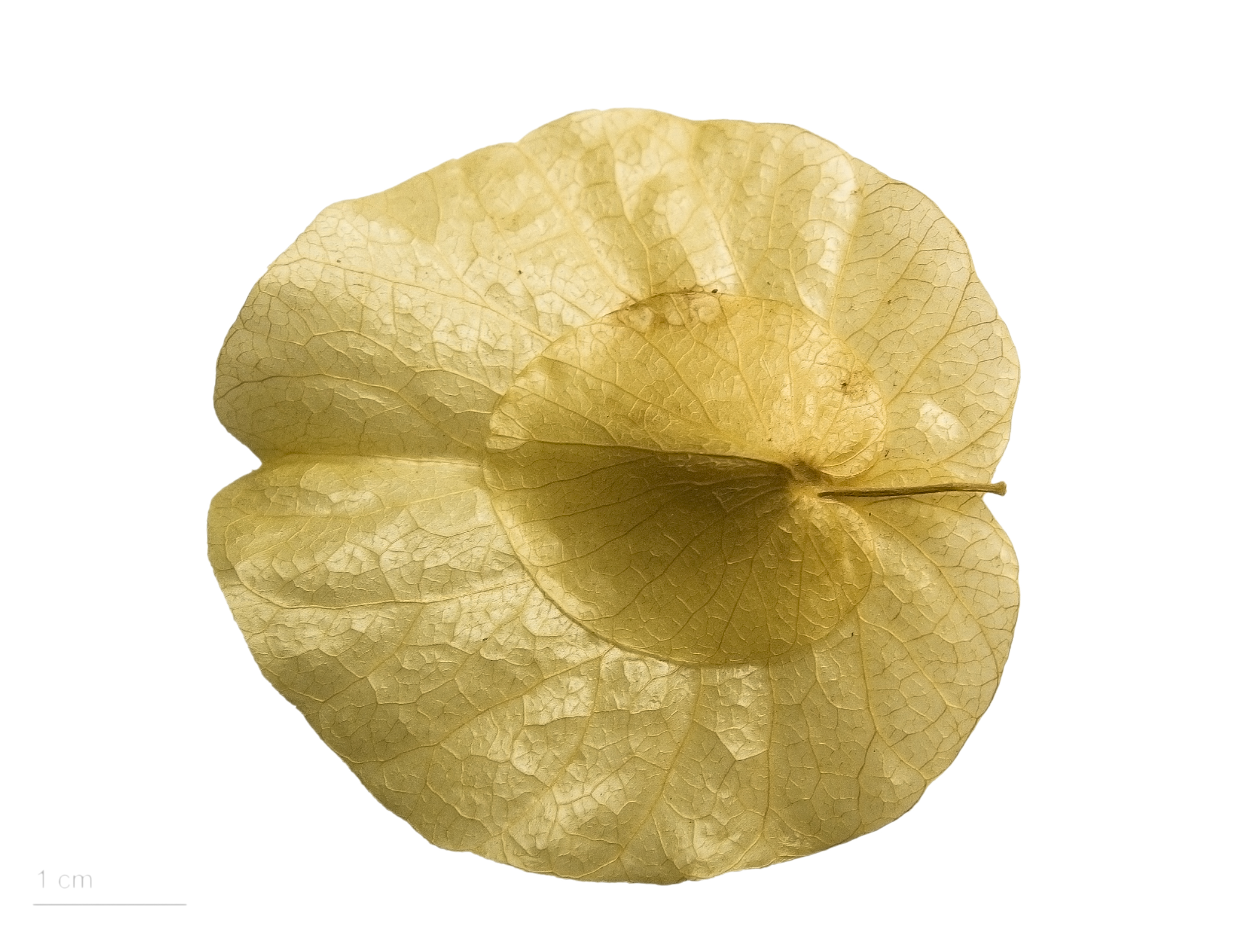
Calycobolus africanus, Frucht

Calycobolus ist eine Pflanzengattung in der Familie der Windengewächse (Convolvulaceae). Zu ihr werden nach aktueller Ansicht 27–30 Arten gerechnet, die in Afrika und Amerika verbreitet sind.

## Beschreibung

### Vegetative Merkmale
Calycobolus-Arten sind Lianen mit verholzendem Stamm, die kletternd wachsen und unbehaart oder mit einfachen oder mit T-förmigen Trichomen behaart sind. Die Laubblätter sind gestielt, einfach und ganzrandig, an der Basis sind sie spitz zulaufend, zugespitzt oder stumpf, an der Spitze sind sie spitz zulaufend bis stumpf. Die Blattspreite ist häutig bis lederig, dicht mit anliegenden Trichomen behaart oder auch unbehaart und fiederig geadert.

### Blütenstände und Blüten
Die Blütenstände sind doldenförmig bis doldenrispig-thyrsenförmig und aus mehreren zymösen Teilblütenständen zusammengesetzt. Sie stehen in den Achseln oder endständig an seitlichen Zweigen. Der Blütenstandsstiel kann zwischen den Blüten verborgen oder auch relativ lang sein. Es werden Tragblätter gebildet, die entweder abfallend oder beständig sind.
Die kleinen bis mittelgroßen Blüten sind nur leicht oder nicht duftend. Die fünf Kelchblätter treten zweigestaltig auf: die äußeren zwei sind größer und dicht aneinander anliegend. Ihre Form kann herzförmig, nahezu dreieckig, eiförmig oder breit nierenförmig sein, ihre Basis ist herzförmig, die Spitze gerundet bis spitz. Die drei inneren Kelchblätter sind deutlich kleiner und nehmen zum innersten hin an Größe ab, sie umschließen die Basis der Krone sehr eng. Ihre Form kann eiförmig oder elliptisch bis rhombus-förmig sein. Die Krone ist weiß gefärbt und röhrenförmig bis eng trichterförmig. Der Kronsaum ist nahezu ganzrandig oder nur leicht gelappt und steht aufrecht auf der Kronröhre.
Die Staubblätter sind nahezu gleich lang, die Staubbeutel sind weiß, langgestreckt bis linealisch-langgestreckt. Sie öffnen sich längswärts, ohne sich dabei zu verdrehen. Die Pollenkörner sind nicht stachelig, tricolpat und triaggricolpat. Die zwei Griffel stehen frei voneinander oder sind unterhalb der Mitte teilweise miteinander verwachsen. Die zwei Narben sind köpfchenförmig oder eingedrückt kugelförmig.

### Früchte und Samen
Die Früchte sind nicht aufspringende, eiförmige bis elliptische Balgfrüchte oder balgfrucht-artige Früchte mit ein bis zwei Kammern. Sie werden vom sich vergrößernden, häutig werdenden Kelch umgeben. Sie enthalten ein bis vier Samen. Diese sind eiförmig bis elliptisch, schwarz bis braun und unbehaart. An ihrer Basis befindet sich ein Hilum, welches meist D-förmig ist.

## Verbreitung
Die Arten der Gattung kommen überwiegend in den feuchten Tropen Afrikas vor; aus Südamerika sind nur drei Arten bekannt.

## Systematik
Innerhalb der Familie der Windengewächse (Convolvulaceae) wird die Gattung Calycobolus nach der Systematik von Stefanovic et al. (2003) in die Tribus Dichondreae eingeordnet. In der Gattung selbst werden 27 Arten unterschieden, davon sind 25 in Afrika beheimatet, drei in Amerika. Eine mexikanische Art, die oftmals mit zur Gattung Calycobolus gerechnet wurde, wird nach aktueller Ansicht als Porana nutans der Gattung Porana zugerechnet.
Hier eine Auswahl der Arten:
- Calycobolus africanus (G.Don) Heine: Sie kommt im tropischen West- und Zentralafrika vor.[2]
- Calycobolus campanulatus (K.Schum. ex Hallier f.) Heine: Sie kommt in zwei Unterarten von Nigeria bis Tansania und Angola vor.[2]
- Calycobolus glaber (Kunth) House: Die Heimat ist das tropische Südamerika.[2]
- Calycobolus heineanus Lejoly & Lisowski: Sie kommt in Gabun vor.[2]
- Calycobolus heudelotii (Baker ex Oliv.) Heine: Sie kommt in zwei Unterarten im tropischen West- und Zentralafrika vor.[2]
- Calycobolus lanulosus D.F. Austin: Die Heimat ist Brasilien.[2]
- Calycobolus sericeus (Kunth) House: Die Heimat ist Kolumbien, Peru und das nördliche Brasilien.[2]

## Belege